# Tanytarsus uraiensis
Tanytarsus uraiensis är en tvåvingeart som beskrevs av Tokunaga 1938. Tanytarsus uraiensis ingår i släktet Tanytarsus och familjen fjädermyggor.
Artens utbredningsområde är Taiwan. Inga underarter finns listade i Catalogue of Life.